# Mastermovies
Mastermovies is de artiestennaam van een voormalig duo bestaande uit Paul Huig en Merijn Scholte Albers. Ze zijn voornamelijk bekend van de zogenaamde fundubs waarin ze films en televisieseries nasynchroniseerden. Dit betrof vaak humoristische teksten die ongerelateerd waren aan de oorspronkelijke film of serie. Tevens maakten ze filmpjes waarin ze zelf speelden. Naast Huig en Scholte Albers, werkte ook Coen Beeksma mee aan een aantal fundubs en was cameraman van eigen filmpjes.
Mastermovies heeft sindsdien een cultstatus bereikt onder Nederlandse en Vlaamse jongeren.

## Oeuvre

### Voice-overs
- Aminam, gebaseerd op 8 Mile
- Arie en Bastiaan I t/m IV, gebaseerd op Bassie en Adriaan
- Barry Pooter: Deel achttien - Barry gaat puberen, gebaseerd op Harry Potter
- Da Godfathah's Boodschappahlijstje, gebaseerd op The Godfather
- De Après Ski Hut: The Fellowship of Ondergronds, gebaseerd op The Lord of the Rings
- De Meetriks en Matrix Retarded, gebaseerd op The Matrix
- Dr. Phily, gebaseerd op Dr. Phil
- Kaal of Djuty, gebaseerd op Call Of Duty
- Metal Gear Telefoon: Massieve Slang's Ringtone, gebaseerd op Metal Gear Solid
- Nicht Rijder, gebaseerd op Knight Rider
- Saving Private Henk, gebaseerd op Saving Private Ryan
- Staar Wars Episode CXXVIII: The Return of Lord ReetVeter, gebaseerd op Star Wars
- Thermometer 4: Rise of the Macho Man, gebaseerd op Terminator 3
- Titonic, gebaseerd op Titanic
- The A-Beam I & II, gebaseerd op The A-Team
- Zeebats, gebaseerd op Baywatch: Hawaiian Wedding

### Overige producties
- Ondergronds
  - De Eppo's
  - Sjon & Hans
- Baklap TV
- De Neppe Shit Show
- Het TJ-Biljet
- GTA San Andreas
- Pimp My Ride
- Zaag
- MaffiBAAAH! (in samenwerking met BAAAH)
- Gloriedagen (Mastermovies: 3 Jaar Later), een Mockumentary[2]